# Brulocalis
Brulocalis (voorheen: Vereniging van de Stad en de Gemeenten van het Brussels Hoofdstedelijk Gewest) is de ledenorganisatie (vzw) van de negentien Brusselse gemeenten in België.

## Historiek
De vereniging vindt zijn oorsprong in de politieke reorganisatie van de Vereniging van Belgische Steden en Gemeenten (VBSG) in 1977. De eerste voorzitter van het Vlaams regionaal comité van de VBSG was Georges Cardoen. Het regionale comité werd bevoegd voor de gewest- en gemeenschapsmateries, de federaal gebleven bevoegdheden werden behartigd door de VBSG. De daarop volgende jaren werd de VBSG steeds verder geregionaliseerd en in 1993 verwierven de regionale entiteiten een eigen vzw-statuut. Naast en Vlaamse en Waalse vzw kwam er dus de Vereniging van de Stad en de Gemeenten van het Brussels Hoofdstedelijk Gewest (VSGB) oftewel de Association de la Ville et des Communes de la Région de Bruxelles-Capitale (AVCB).
Sinds 2016 hanteert de vereniging de taalonafhankelijke naam Brulocalis. De oude naam bleef evenwel de juridisch officiële naam tot 2022.

## Structuur
De vereniging heeft haar zetel in de Aarlenstraat 53 bus 4 te Brussel. Huidig voorzitter is Olivier Deleuze.

### Voormalig voorzitters
| Tijdspanne                            | Tijdspanne                            | Voorzitter                            | hoedanigheid                             |                                       |
| Brussels regionaal comité van de VBSG | Brussels regionaal comité van de VBSG | Brussels regionaal comité van de VBSG | Brussels regionaal comité van de VBSG    | Brussels regionaal comité van de VBSG |
| ------------------------------------- | ------------------------------------- | ------------------------------------- | ---------------------------------------- | ------------------------------------- |
|                                       | 1977 - 1980                           | André Lagasse (FDF)                   | voorzitter van de Brusselse agglomeratie |                                       |
|                                       | 1980 - 1981                           | François Persoons (FDF)               | burgemeester van Sint-Pieters-Woluwe     |                                       |
|                                       | 1981 - 1991                           | Léon Defosset (FDF)                   | burgemeester van Etterbeek               |                                       |
|                                       | 1991 - 1992                           | Gilbert Sweetlove (PVV)               | gemeenteraadslid van Jette               |                                       |
|                                       | 1992 - 1993                           | Guy Cudell (PS)                       | burgemeester van Sint-Joost-ten-Node     |                                       |
| VSGB                                  |                                       |                                       |                                          |                                       |
|                                       | 1993 - 1995                           | Guy Cudell (PS)                       | burgemeester van Sint-Joost-ten-Node     |                                       |
|                                       | 1995 - 2001                           | Jacques De Grave (PRL)                | schepen van Elsene                       |                                       |
|                                       | 2001 - 2005                           | Eric André (PRL / MR)                 | schepen van Ukkel                        |                                       |
|                                       | 2005 - 2006                           | Michiel Vandenbussche (sp.a)          | schepen van Etterbeek                    |                                       |
|                                       | 2006 - 2016                           | Marc Cools (MR)                       | schepen van Ukkel                        |                                       |
| BRULOCALIS                            |                                       |                                       |                                          |                                       |
|                                       | 2016 - 2019                           | Marc Cools (MR)                       | schepen van Ukkel                        |                                       |
|                                       | 2019 - 2020                           | Stéphane Roberti (Ecolo)              | burgemeester van Vorst                   |                                       |
|                                       | 2020 - heden                          | Olivier Deleuze (Ecolo)               | burgemeester van Watermaal-Bosvoorde     |                                       |